# FC Bayern München (juniori)
Juniorska ekipa FC Bayern München je omladinska škola FC Bayern Münchena.

## Povijest
Juniorska momčad je osnovana 1902. godine, a restrukturirana 1995. godine i stvorila je neke od njemačkih najvećih nogometnih talenata, poput Andreasa Ottla, Philippa Lahma, Thomasa Hitzlspergera, Piotra Trochowskog i Bastiana Schweinsteigera. U njoj se nalazi 165 nogometaša, 16 trenera i instruktora, 1 fizioterapeut i 1 masažer.
Igrači ostaju dok ne nauče igrati za svoje pozicije, isto je i s vratarima, braničima veznim igračima ili napadačima. Treniraju se za najviše 2 pozicije.

Vizija juniorske ekipe je "naučavati mlade nogometaše da mogu igrati za FCB i nastaviti igrati klupski nogomet"

## FC Bayern II
Pretposljednja faza za mlade igrače Bayerna je Bayern München II, rezervna momčad Bayerna koja trenutno nastupa u 3. Ligi, trećem stupnju njemačkog nogometa.

## Momčad

### U-19
Napomena: Zastave označavaju reprezentaciju kako je definirano FIFA-inim pravilima prihvatljivosti. Igrači mogu imati više od jednog državljanstva izvan FIFA-e.
| Br. | Poz. | Država | Igrač               |
| --- | ---- | ------ | ------------------- |
| —   | VRA  |        | Henning Bortel      |
| —   | BRA  |        | Mike Baier          |
| —   | BRA  |        | Max Dombrowka       |
| —   | BRA  |        | Cüneyt Köz          |
| —   | BRA  |        | Oscar Lewicki       |
| —   | BRA  |        | Florian Pflügler    |
| —   | BRA  |        | Vladimir Rankovic   |
| —   | BRA  |        | Marcel Thomas       |
| —   | BRA  |        | Dominik Traunmüller |
| —   | VEZ  |        | Emre Can            |

| Br. | Poz. | Država | Igrač                |
| --- | ---- | ------ | -------------------- |
| —   | VEZ  |        | Dennis Chessa        |
| —   | VEZ  |        | Sebastian Dreier     |
| —   | VEZ  |        | Fabian Hürzeler      |
| —   | VEZ  |        | Dejan Janjatović     |
| —   | VEZ  |        | Daniel Steimel       |
| —   | VEZ  |        | Rico Strieder        |
| —   | VEZ  |        | Dennis Vatany        |
| —   | NAP  |        | Dominik Burusic      |
| —   | NAP  |        | Marius Duhnke        |
| —   | NAP  |        | Kevin Friesenbichler |

### U-17
Napomena: Zastave označavaju reprezentaciju kako je definirano FIFA-inim pravilima prihvatljivosti. Igrači mogu imati više od jednog državljanstva izvan FIFA-e.
| Br. | Poz. | Država | Igrač                |
| --- | ---- | ------ | -------------------- |
| —   | VRA  |        | Felix Ruml           |
| —   | VRA  |        | Patrick Nothhaft     |
| —   | BRA  |        | Lucas Genkinger      |
| —   | BRA  |        | Lukas Grill          |
| —   | BRA  |        | Robert Köhler        |
| —   | BRA  |        | Altan Memetoglu      |
| —   | VEZ  |        | Markus Achatz        |
| —   | VEZ  |        | Jannis Ackermann     |
| —   | VEZ  |        | Florian Brachtel     |
| —   | VEZ  |        | Christian Derflinger |
| —   | VEZ  |        | Julius Doe Davies    |
| —   | VEZ  |        | Stefan Faisternauer  |
| —   | VEZ  |        | Marco Friedl         |
| —   | VEZ  |        | Tobias Grill         |
| —   | VEZ  |        | Michael Knötzinger   |

| Br. | Poz. | Država | Igrač                   |
| --- | ---- | ------ | ----------------------- |
| —   | VEZ  |        | Sebastian Mrowca        |
| —   | VEZ  |        | Leon Müller-Wiesen      |
| —   | VEZ  |        | Lucas Rigilewski        |
| —   | VEZ  |        | Maximilian Rothenbücher |
| —   | VEZ  |        | Alessandro Schöpf       |
| —   | VEZ  |        | Alexander Sieghart      |
| —   | VEZ  |        | Martin Stadler          |
| —   | VEZ  |        | Felix Stemmer           |
| —   | NAP  |        | Valter Aguimar          |
| —   | NAP  |        | Haidar Hamid            |
| —   | NAP  |        | Dean Naxera             |
| —   | NAP  |        | Amadou Sow              |
| —   | NAP  |        | Patrick Weihrauch       |
| —   | NAP  |        | Daniel Wein             |
| —   | NAP  |        | Jules Wilhelm           |

## Poznati igrači
| Igrač                  | Godine igranja za 1. momčad | Reprezentacija | Godine igranja za reprezentaciju |
| ---------------------- | --------------------------- | -------------- | -------------------------------- |
| Markus Babbel          | 1991. – 1992. 1994. – 2000. | Njemačka       | 1995. – 2000.                    |
| José Paolo Guerrero    | 2004. – 2006.               | Peru           | 2005.-danas                      |
| Dietmar Hamann         | 1993. – 1998.               | Njemačka       | 1998. – 2005.                    |
| Owen Hargreaves        | 2001. – 2007.               | Engleska       | 2001.-danas                      |
| Philipp Lahm           | 2005.-danas                 | Njemačka       | 2004.-danas                      |
| Andreas Ottl           | 2005.-danas                 | -              | -                                |
| Michael Rensing        | 2003.-danas                 | -              | -                                |
| Bastian Schweinsteiger | 2003.-danas                 | Njemačka       | 2004.-danas                      |
| Stefan Wessels         | 1999. – 2003.               | -              | -                                |
| Toni Kroos             | 2007.-danas                 | -              | -                                |
| Christian Lell         | 2003.-danas                 | -              | -                                |
| Zvjezdan Misimović     | 2003. – 2004.               | BiH            | 2004.-danas                      |
| Piotr Trochowski       | 2002. – 2005.               | Njemačka       | 2006.-danas                      |

## Uspjesi
- Njemačko U-19 prvenstvo
  - Prvaci: 2001., 2002., 2004.
  - Doprvaci: 1998., 2006., 2007.
- Njemačko U-17 prvenstvo
  - Prvaci: 1989., 1997., 2001., 2007.
  - Doprvaci: 2000., 2009.
- Bundesliga U-19 jug/jugozapad
  - Prvaci: 2004., 2007.
- Njemačko U-19 prvenstvo: jug
  - Prvaci: 1950., 1954.
- Bavarsko U-19 prvenstvo
  - Prvaci: 1950., 1954., 1966., 1972., 1973., 1981., 1985., 1987., 1991., 1992., 1994./96.
  - Doprvaci: 1946., 1960., 1964., 1980., 1999.
- Bundesliga U-17 jug/jugozapad
  - Prvaci: 2009.
- Bavarsko U-17 prvenstvo
  - Prvaci: 1976., 1978., 1983., 1985., 1986., 1988., 1989., 1993., 1994., 1997., 1998., 2000.
  - Doprvaci: 1982., 1987., 1990., 1992., 1996.
- Bavarsko U-15 prvenstvo
  - Prvaci: 1975., 1978., 1982., 1985., 1987., 1990., 1991., 1994., 1995., 2007., 2009.
  - Doprvaci: 1976., 1977., 1988., 1992., 2008.